# Romny
Romny (tiếng Ukraina: Ромни́; tiếng Nga: Ромны́) là một thành phố nằm trong tỉnh Sumi của Ukraina. Thành phố Romny nằm bên sông Romen, có diện tích 65 km2, dân số theo điều tra vào năm 2001 là 49.200 người. 